# 三重紀北消防組合
三重紀北消防組合（みえきほくしょうぼうくみあい）は、三重県の尾鷲市、北牟婁郡紀北町の1市1町により組織される一部事務組合（消防組合）である。

## 概要
- 配備車両（2023年6月1日現在）
  - 普通消防ポンプ自動車:5
  - 水槽付消防ポンプ自動車:3
  - 化学車:1
  - 救助工作車:1
  - 救急自動車:8
  - 広報車:2
  - 公用車:1
  - 大型高所放水車:1
  - 資機材搬送車:5
  - 指揮支援車:1
  - 指揮車:1

## 沿革
- 1955年（昭和30年）4月　尾鷲市に消防本部が開設。
- 1957年（昭和32年）12月　北牟婁郡紀伊長島町に消防本部が開設。
- 1957年（昭和32年）6月　北牟婁郡海山町に消防本部が開設。
- 1963年（昭和38年）11月　尾鷲市消防本部庁舎を新築。
- 1966年（昭和41年）8月　海山消防本部庁舎を新築。
- 1969年（昭和44年）4月　政令指定により尾鷲市に救急業務を開始する。
- 1971年（昭和46年）4月　尾鷲市、海山町、紀伊長島町の消防本部が合併し、三重紀北消防組合が発足。1本部3署。尾鷲市に組合本部を、尾鷲市、海山町、紀伊長島町に消防署を設置。
- 1971年（昭和46年）4月　尾鷲消防署に輪内、九鬼、須賀利の出張所を設置。
- 1971年（昭和46年）12月　紀伊長島消防署が新築移転。
- 1975年（昭和50年）6月　三重紀北消防組合消防本部、尾鷲消防署の新庁舎を新築、旧庁舎を分署とする。
- 1978年（昭和53年）4月　尾鷲消防署分署廃止。
- 1981年（昭和56年）11月　海山消防署庁舎を増築。
- 1982年（昭和57年）7月　須賀利出張所を廃止。
- 1989年（平成元年）3月　紀伊長島消防署庁舎を増築。
- 1993年（平成5年）3月　尾鷲消防署輪内出張所を新築。
- 1993年（平成5年）8月　九鬼分遣所を廃止。
- 2005年（平成17年）10月　紀伊長島町と海山町が合併し紀北町となる。管轄区域が尾鷲市、紀北町の1市1町となる。
- 2017年（平成29年）3月　海山消防署新庁舎完成。
- 2019年（平成31年）3月　紀伊長島消防署新庁舎完成。
- 2020年（令和2年）9月　尾鷲三田火力発電所の廃止に伴い、尾鷲地区が特別防災区域の指定を解除される。

## 組織
- 組合執行組織
  - 管理者：1人（尾鷲市長）、副管理者：1人（紀北町長）、収入役：1人（紀北町収入役）
- 組合議会
  - 議長：1人（尾鷲市議会議長）、副議長：1人（紀北町議会議長）
  - 議員：8人（尾鷲市議会議員：3名、紀北町議会議員：3名、尾鷲市消防団長：1名、紀北町消防団長：1名）
- 消防本部 - 総務課、消防課、予防課、通信指令室
- 消防署 - 消防課

## 消防署
| 消防署         | 住所                     | 出張所                |
| -------------- | ------------------------ | --------------------- |
| 尾鷲消防署     | 尾鷲市中川28-43          | 輪内：尾鷲市曽根町840 |
| 海山消防署     | 北牟婁郡紀北町船津878-1  |                       |
| 紀伊長島消防署 | 北牟婁郡紀北町長島1824-9 |                       |